# Objeto epsilon
El objeto epsilon es un objeto que se transforma y vuelve a su estado inicial, representando en esta transformación una idea. 
La construcción de un objeto epsilon es un ejercicio de diseño muy interesante para la iniciación en las áreas proyectuales, ya sean de arquitectura, diseño o urbanismo, porque ayudan a quien lo haga a abstraerse de una idea pensada previamente y llevarla a cabo, a través de un proceso de mediano plazo, estudiando desde el movimiento que debería representar esa idea, hasta la forma de proyectarla en colores y materiales.
El objeto epsilon ha nacido en los trabajos desarrollados en distintas Universidades de Argentina, desde 1972 por el Arq. Gastón Breyer, quien ha ganado premios Kónex en el área de Artes Visuales por su trabajo en otros ámbitos.
Aún hoy, este ejercicio es practicado por cientos de alumnos aspirantes a la Facultad de Arquitectura, Diseño y Urbanismo de la Universidad de Buenos Aires, y es el trabajo principal de la cátedra Speranza y Fèvre de Introducción al Conocimiento Proyectual II.
En las guías de trabajo de esta cátedra, podemos leer que:

El objeto se define como una entidad lógico-mecánica que posee la cualidad de autoexplicitación y autocoherencia; a su vez se lo reconoce como un sistema integral compuesto por tres subsistemas.
Subsistema Activo: Constituido por una fuerza exterior, controlada en sus efectos e inducida por el diseño del objeto.
Subsistema Vivo:  Constituido por una forma material que entra en transformación por la acción de aquella fuerza y que se deforma, se reconstruye, se abre o se cierra, se pliega o despliega, se mueve, gira, y luego se estabiliza recomponiendo el momento inicial.
Subsistema Muerto: Es el soporte y conexión de los dos anteriores lo que permite el movimiento pero no se mueve.
El objeto no tiene uso definido.  El objeto no representa; se presenta a sí mismo.  El objeto se autoexplicita: ante nuestra mirada, muestra la lógica interna dada por su sintaxis, la operatividad cinética de la conexión de piezas, su forma y su transformación.
Cátedra Fèvre, Consigna para el desarrollo del objeto epsilon. Material de consulta. Año 2005color

- Datos: Q6047996